# Covanca (Pampilhosa da Serra)
Em Pampilhosa da Serra, Covanca É a povoação mais distante das sedes de freguesia e concelho. Pertence ao Concelho da Pampilhosa da Serra e freguesia de Fajão - Vidual. 

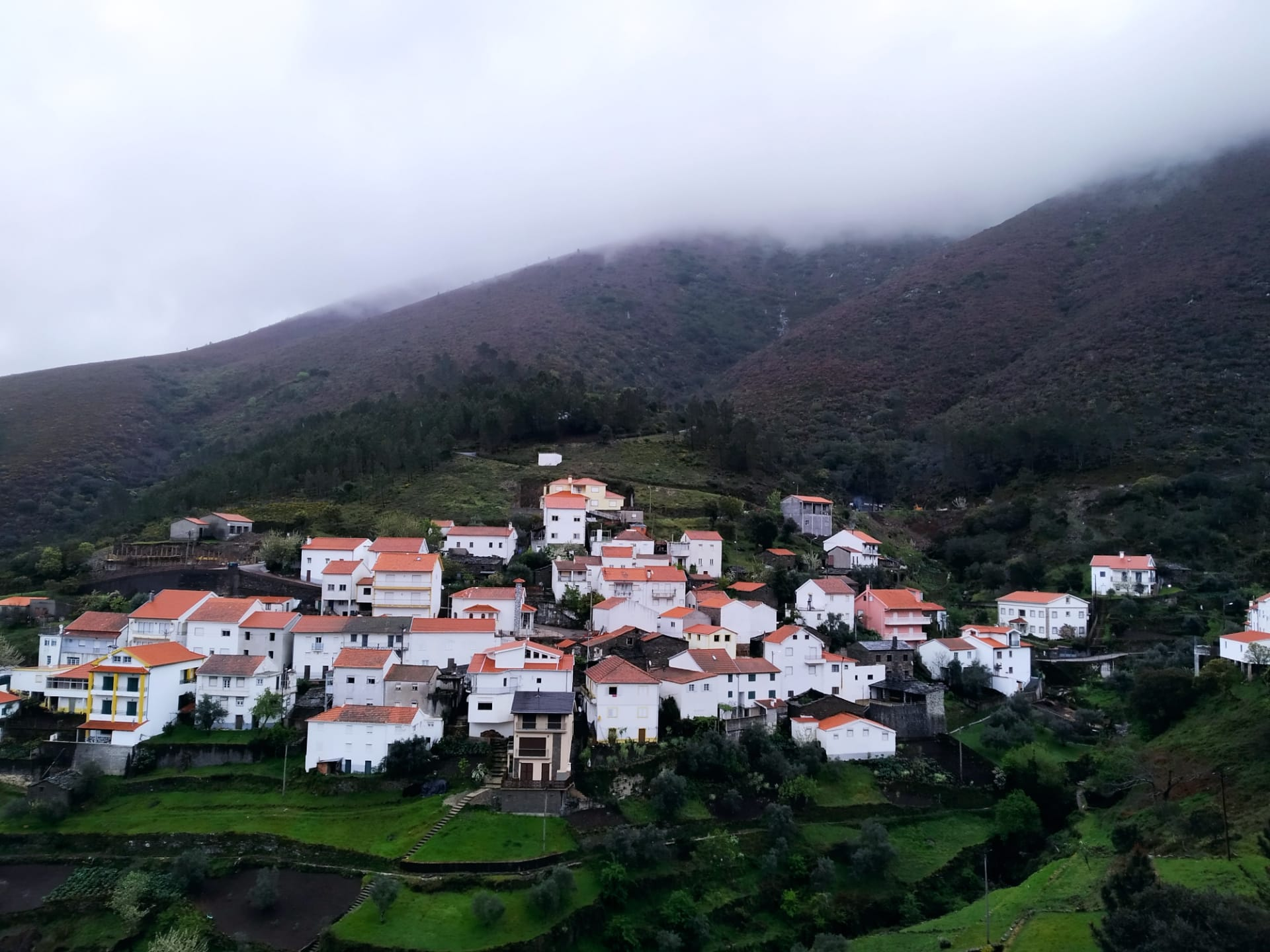
Aldeia Covanca

## Covanca
Situa-se no extremo nordeste, a meio da encosta norte da serra do Picoto   e relativamente perto da nascente do rio Ceira   a cerca de 2 km. Nos seus limites se encontram as linhas divisórias de três concelhos, Pampilhosa da Serra, Arganil e Covilhã, consequentemente de dois distritos, Coimbra e Castelo Branco e três regiões, Beira Baixa, Beira Alta e Beira Litoral.

A configuração íngreme do terreno e a natureza xistosa do solo , que só permite o crescimento de mato rasteiro, obrigaram os que ali se fixaram a uma vida penosa e cheia de privações, em ambiente medieval de casas alapadas de xisto e laje, que subsistiu até há bem pouco tempo. Só com o aparecimento da associação regionalista Sociedade União e Progresso de Covanca  em 01-06-1968, a situação foi alterada e começou a chegar o progresso.

- Religião

Na covanca existe a Capela de Covanca. 

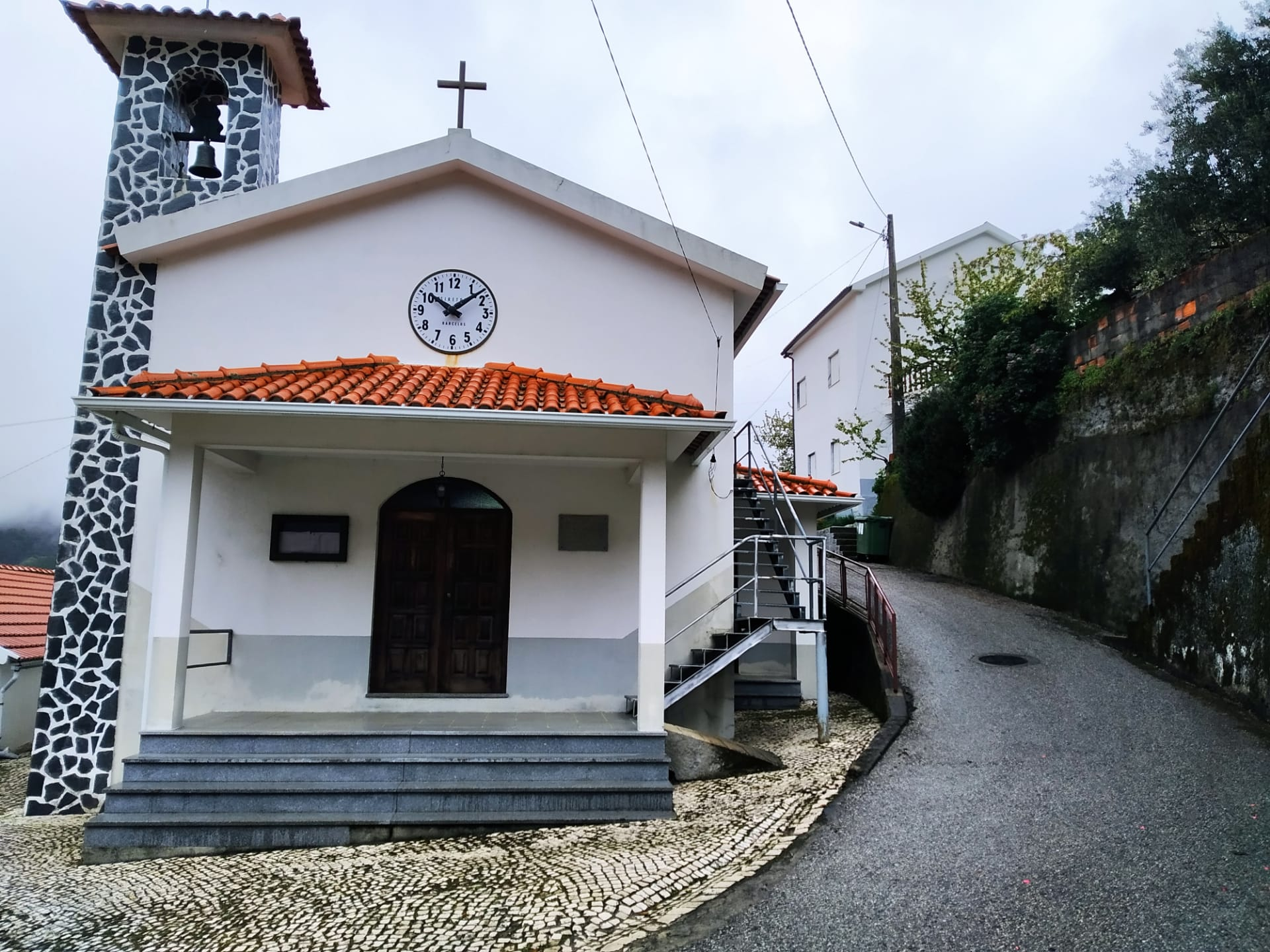
Capela de Covanca

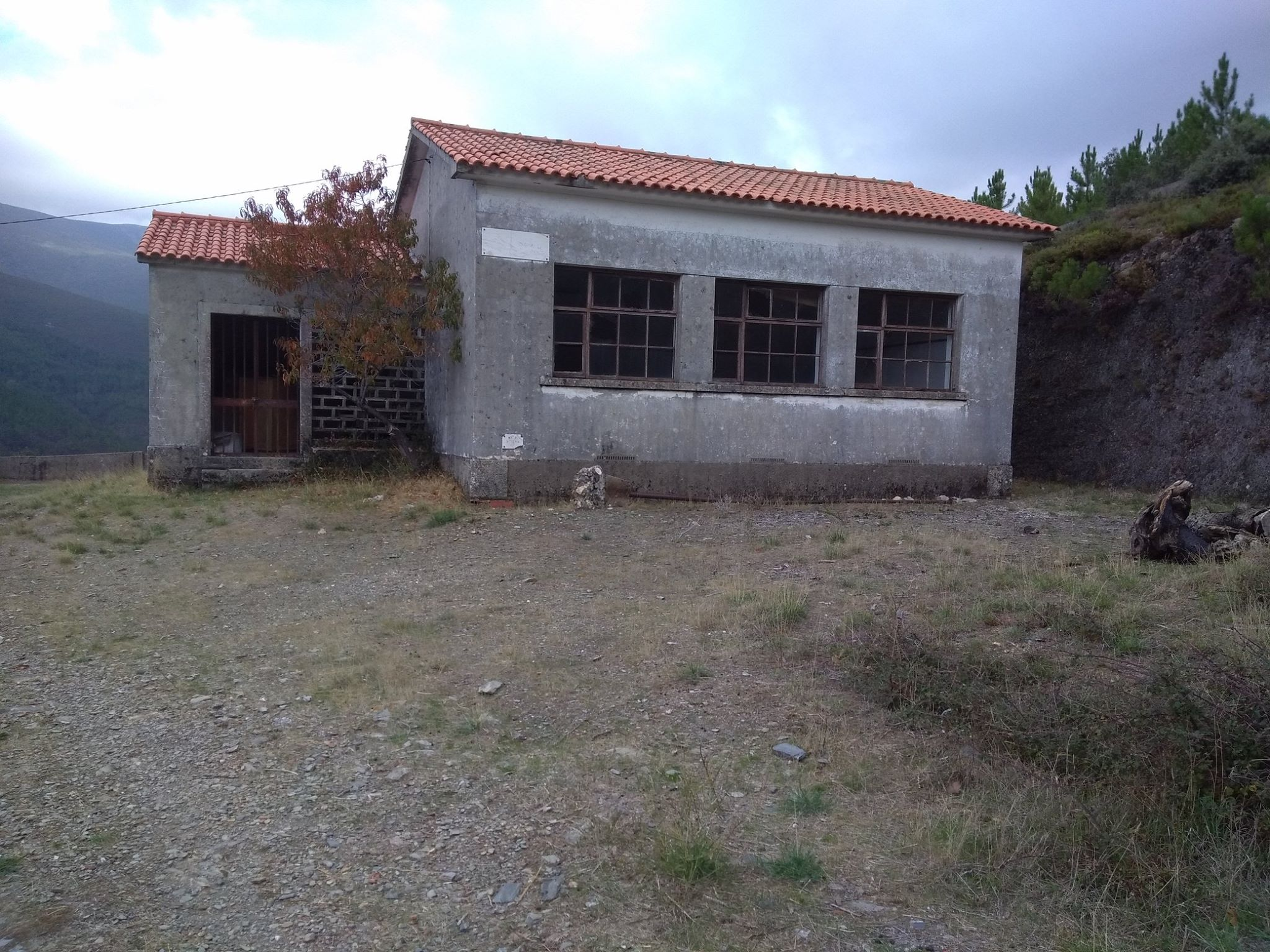
Antiga Escola de Covanca

{{Referências}}
1. 1 2 3  Fajão - Vidual, , Município Pampilhosa da Serra, 25 de Março de 2008
2. 1 2  Fajão, , Terras de Portugal, 8 de Janeiro de 2010
3. ↑  Localidades da Pampilhosa da Serra, , Jornal serras online, 1 de Junho de 2020
4. ↑  Picoto de Cebola, , Município Pampilhosa da Serra, 25 de Março de 2019
5. ↑  Rio Ceira e afluentes, , Farol da nossa Terra, 14 de Maio de 2014
6. ↑  Sociedade União e Progresso de Covanca, , Município Pampilhosa da Serra, 25 de Março de 2008
7. ↑  Almoço comemorativo da sociedade União e Progresso de Covanca, , Jornal Comarca de Arganil, 20 de Fevereiro de 2013
8. ↑  Almoço comemorativo da sociedade União e Progresso de Covanca, , Serras Online, 25 de Março de 2020
9. ↑  Celebração de missa em Covanca, , Jornal comarca de arganil, 31 de Agosto de 2016